# Падма-Пурана
Падма-Пурана (санскр. पद्म पुराण) — одна з найважливіших і найбільших за об'ємом Маха-Пуран, стародавніх текстів, що вважаються індусами священними. Час створення цієї пурани — між 8 і 11 століттями. Кілька джайнських текстів, написаних у 15-17 століттях, також відомі як Падма-Пурана, вони пов'язані розповідями про життя Рами.

## Зміст
«Падма-пурана» розділена на п'ять частин. У першій частині мудрець Пуластья розповідає Бхішмі про дхарму і її основну суть. У другій частині детально описується Прітхві (Земля). У третій частині докладно описується космос і його створення. Там же міститься опис Індії того часу. У четвертій частині розповідається про життя і діяння Рами. У п'ятій частині міститься бесіда між Шивою і його дружиною Парваті, в якій обговорюється основна суть дхарми. 
Детальніший зміст частин цієї пурани:
- Шрішті-Кханда складається з бесіди між Бхішмою і ріші Пуластьєю. Тут міститься докладний опис знаменитого місця паломництва Пушкара.
- Бхуми-Кханда тут міститься опис Прітхві і розповідається історія Прітху і Яяті, а також історії деяких інших ріші. Деякі дослідники вважають, що події, описані в цій Пурані, містять в собі факти з історії та географії того часу.
- Сварґа-Кханда містить в собі докладний опис створення матеріального космосу. У ній також описується слава і значущість святих місць паломництва, а також і її географічне положення. Там також розповідається про населення Індії в стародавні часи.
- Патала-Кханда — тут Уґрасрава Сауті розповідає історію життя Рами зібранню ріші. Частина цієї кханди присвячена життєпису Крішни. 16 розділів Патала-Кханди відомі як «Шива-Ґіта».
- Уттара-Кханда — тут міститься бесіда між Шивою і Парваті про метафізичні аспекти релігії. До складу «Уттара-Кханди» також входять «Вішну-Сахасранама» і «Рама-Сахасранама». Назвою цієї кханди Падма-Пурани назван регіон та індійський штат Уттаракханд, де, згідно з віруваннямм індусів, Шива і Парваті мешкають біля витоків Ямуни і Гангу і де також знаходяться оселі Вішну — Бадрінатх, і Шиви — Кедарнатх.